# Simpang Dolok
Simpang Dolok is een bestuurslaag in het regentschap Batu Bara van de provincie Noord-Sumatra, Indonesië. Simpang Dolok telt 2431 inwoners (volkstelling 2010).